# IC 4099
IC 4099 ist eine elliptische Galaxie vom Hubble-Typ E0 im Sternbild Coma Berenices am Nordsternhimmel, die schätzungsweise 995 Millionen Lichtjahre von der Milchstraße entfernt ist.

Im selben Himmelsareal befinden sich u. a. die Galaxien IC 3958, IC 4076, IC 4096, IC 4154.
Das Objekt wurde am 27. Januar 1904 von Max Wolf entdeckt.